# Idealisme subjectiu
L'idealisme subjectiu afirma que no existeix res natural, sinó que tota realitat es constitueix d'éssers immaterials. Nega, per tant, l'existència de la matèria. N'és un exemple George Berkeley (1658-1753), per qui la realitat, les coses que coneixem mitjançant la percepció, són immaterials, atès que no són més que el desplaçament del pensament diví.